# Nepenthes rowanae
Nepenthes rowanae este o specie de plante carnivore din genul Nepenthes, familia Nepenthaceae, ordinul Caryophyllales, descrisă de Frederick Manson Bailey. Conform Catalogue of Life specia Nepenthes rowanae nu are subspecii cunoscute.

## Galerie de imagini

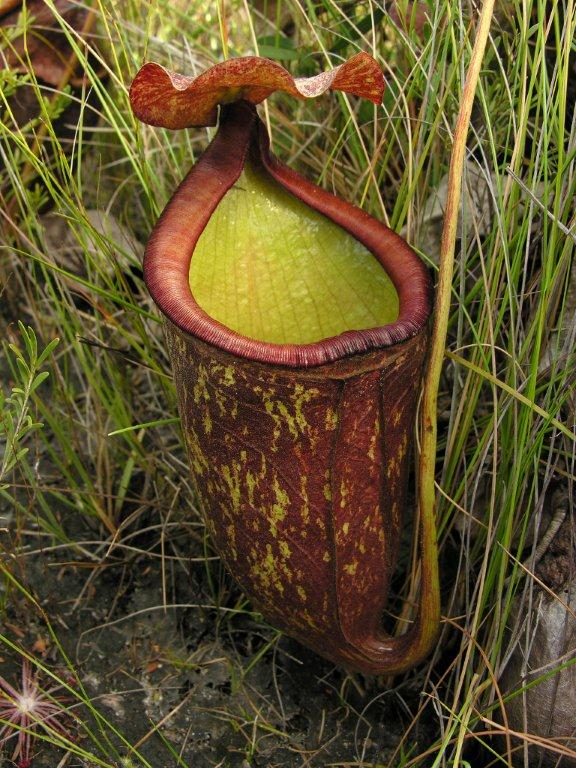
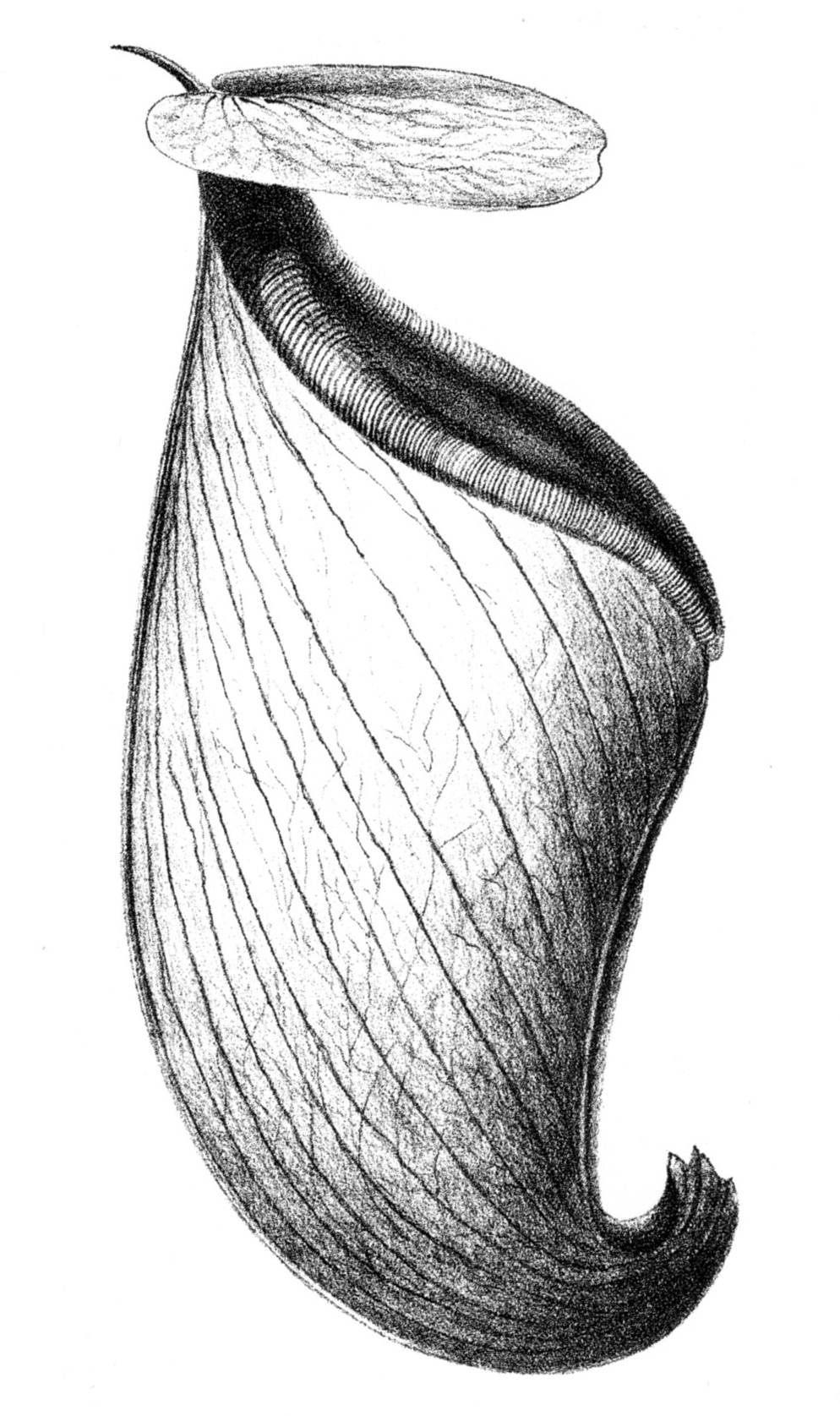